# Antonio de Villanueva

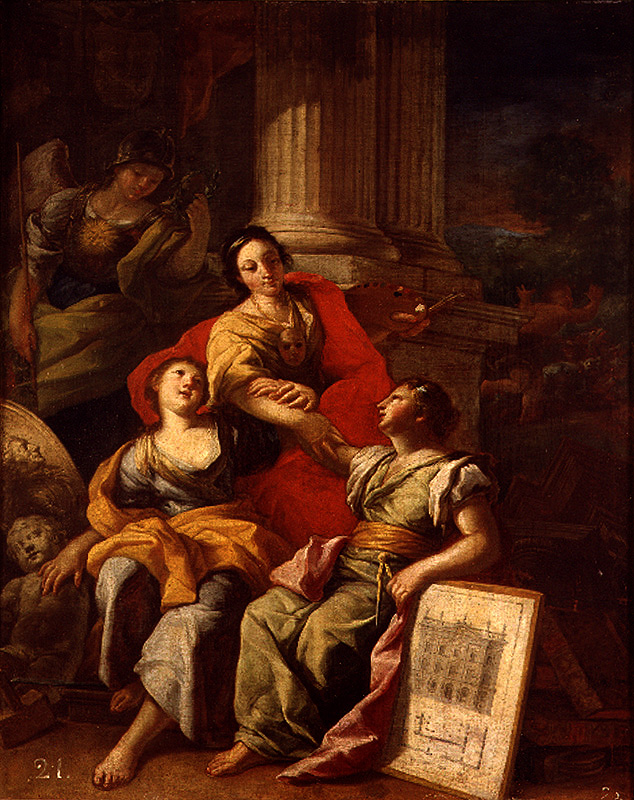
Alegoría de las Tres Nobles Artes, óleo sobre lienzo, 99 × 78 cm, Museo de Bellas Artes de Valencia.

Fray Antonio de Villlanueva (Lorca, 1714-Valencia, 1785) fue un pintor y arquitecto español.

## Biografía y obra
Hijo de Laureano Villanueva, escultor oriolano desplazado a Lorca para trabajar en un retablo, nació en esta localidad el 30 de agosto de 1714. La familia no tardó en retornar a Orihuela donde, según Ceán Bermúdez, desde niño dio muestras de inclinación al dibujo que le enseñaba su padre a la vez que estudiaba gramática y filosofía. Con una sólida formación intelectual y hablando francés e italiano, habría logrado reconocimiento como pintor ya en su juventud, pero las primeras pinturas documentadas son ya de 1747 y en Elche,  donde se conservan en el ayuntamiento una Asunción  y un lienzo de San Agatángelo firmado.
En Orihuela se encargó entre 1753 y 1757 de la ejecución de la fachada de la iglesia de las Santas Justa y Rufina y de los planos para la ampliación de la capilla de la Comunión en la iglesia de Santiago. En 1759 ingresó en la  Orden Franciscana y fue ordenado sacerdote en Valencia. En su convento y en otros de la provincia pintó muchas obras calificadas por Ceán de “un tanto amaneradas” aunque no carentes de “buenas máximas”. Lo cierto es que en contacto con los ambientes artísticos valencianos se distanció del barroquismo en que se había formado para aproximarse al academicismo practicado en la Real Academia de Bellas Artes de San Carlos en la que fue admitido como académico de mérito en 1768 por su Alegoría de las Tres Nobles Artes (arquitectura, pintura y escultura) conservada en la propia Academia.
Murió en Valencia, en su convento de San Francisco, el 27 de noviembre de 1785, con general sentimiento, según Ceán, y en particular de los jóvenes que tenían siempre abierta su celda donde los enseñaba diligentemente, y hay datos que lo sitúan hacia el final de su vida en Requena dirigiendo la Escuela de Dibujo establecida por la Sociedad Económica de Amigos del País.
Su producción pictórica, al parecer muy abundante, se centró en la pintura religiosa, principalmente sobre motivos franciscanos. De lo conservado cabe destacar en Orihuela un Apostolado en la sacristía de la catedral, un lienzo dedicado a San Joaquín, Santa Ana y la Virgen en la iglesia de Santiago y las pinturas al fresco del camarín de Nuestro Padre Jesús en la iglesia de Santa Ana; en Alicante un San Francisco de Asís en el lecho en la Casa de la Misericordia, en el convento de San Francisco de Hellín las pinturas del camarín, y en Valencia, en el Museo de Bellas Artes, una serie dedicada a la Vida de San Francisco.